# 王宗聖
王宗聖（1512年—？），字汝學，號濱湖，浙江金華府義烏縣人，民籍，明朝政治人物。

## 生平
嘉靖十三年（1534年）甲午科浙江鄉試第二十八名舉人。嘉靖二十三年（1544年）中式甲辰科會試第一百名，登第三甲第二百一十三名進士。授興化府儒學教授，升国子助教，从祭酒程文德学，阐明理学。转南京工部主事，差督芜湖及芦沟桥税课，升刑部郎中，歷官福建按察司佥事，三十五年正月考察降调。归乡筑室于绣湖滨，督学屠公礼聘讲学于本邑学宫，与邑令赵大河发明经权忠恕之义。所著有《宾湖稿》五十卷、《榷政记》十五卷、《太极图跋》等书。

## 家族
曾祖王琛；祖父王佺；父王敏，教授。母陳氏。严侍下。弟王宗祖。